# Фредерік Леметр
Фредерік Леметр, або Фредерік-Леметр (фр. Frédérick Lemaître; Frédérick-Lemaître), справжнє ім'я — Антуан Луї Проспер Леметр (фр. Antoine Louis Prosper Lemaître; 21 липня 1800, Гавр — 26 січня 1876, Париж) — французький актор.

## Життєпис
Його батько, Антуан Марі Леметр, відомий архітектор, засновник гаврської школи живопису та архітектури, помер 1809 року, після чого життя хлопчика різко змінилося. Мати переїхала до Парижа, де мешкали її родичі, і там почала торгувати меблями.
Фредерік Леметр, або «Великий Фредерік», як називали його сучасники, прожив бурхливе та неспокійне життя.
Виступав у спектаклях на сценах бульварних театрів Парижа у найрізноманітніших амплуа — від гротескно-комедійних до зворушливо-драматичних.

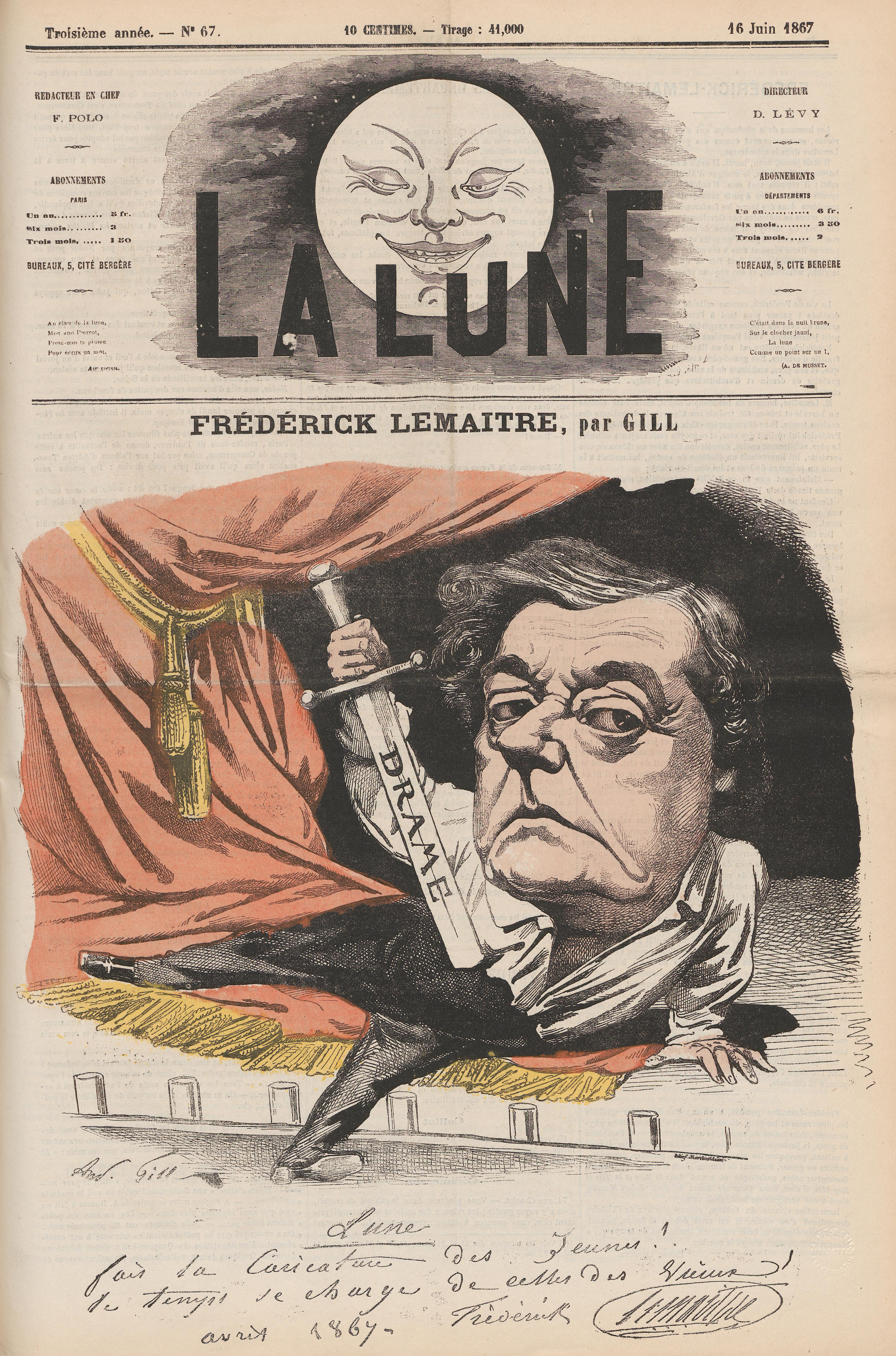
Карикатура на Леметра Андре Жиль (1867)

У червні 1820 року вступив до трупи театру «Одеон», де провів три сезони, після чого опинився в театрі «Амбігю-Комік». Там за чотири сезони зіграв 25 ролей і виступив на сцені 980 разів. При цьому майже завжди граючи центральні ролі, він встиг ще з'явитися в кількох ролях у маленьких театриках, а також написати дві п'єси. 1827 року переходить до театру «Порт Сен-Мартен», де дебютує в мелодрамі «Тридцять років, або Життя гравця» Дюканжа та Діно.
Скупивши значні статки, наприкінці життя розорився і мусив публічно розпродувати своє майно. На старості багато хворів і помер у злиднях. Шанувальниками таланту Леметра були Гюго, Дікенс, Герцен, Бальзак. Генріх Гейне писав про нього: «[Фредерік Леметр]… — один із тих страшних жартівників, побачивши яких Талія з жахом блідне, а Мельпомена блаженно посміхається».
«…Фредерік — найсильніший актор, якого лише знаю, — писав І. С. Тургенєв про виконання Ф. Леметром ролі Макера. — У цій п'єсі він страшний… яка зухвалість, яке безсоромне нахабство, який цинічний апломб, який виклик усьому і яке презирство всього!.. Але яка гнітюча правда, яке натхнення!», а Теофіль Готьє назвав Фредеріка «найвизначнішим актором світу».
Похований на цвинтарі Монмартр. На похороні актора з прощальною промовою виступив Віктор Гюго, який сказав, що «… пам'ять, яка переживе Фредерік-Леметра, буде прекрасною, — йому судилося залишити незабутній слід на самій вершині свого мистецтва».

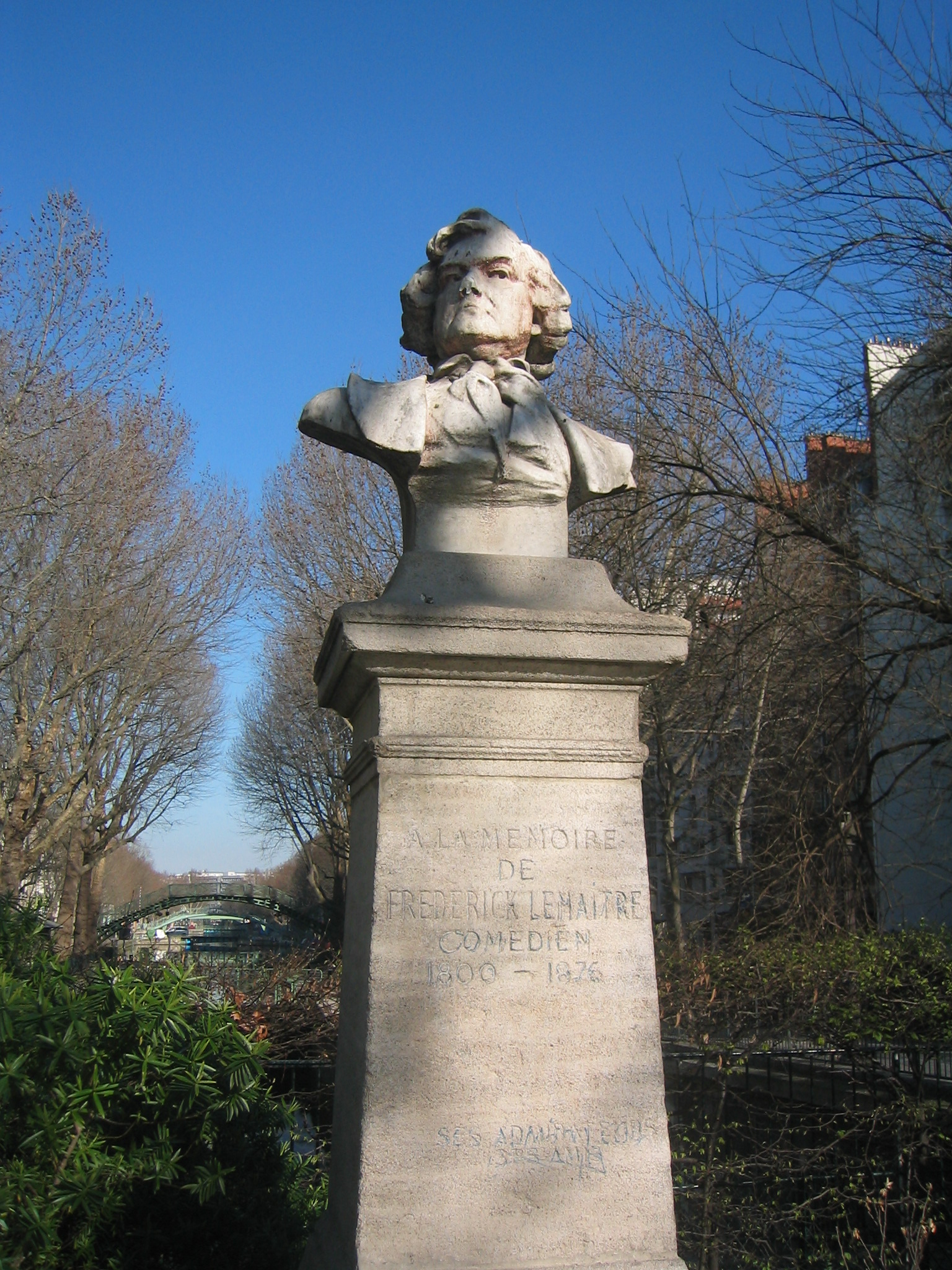
Бюст Ф. Леметра поблизу каналу Сен-Мартен у Парижі

Серед кращих ролей Ф. Леметра слід зазначити:
- Робер Макер у мелодрамі «Заїжджий двір Андре» Бенжамена Антьє (1823)
- Жорж Жермані у мелодрамі «Тридцять років, або Життя гравця» Дюканжа (1827)
- Рюї Блаз у драмі «Рюї Блаз[fr]» В. Гюго (1838)
- Татусь Жан у мелодрамі «Паризький ганчірник» Ф. Піа (1847)

## Образ у мистецтві
- «Діти райка» — фільм режисера Марселя Карне (1945).
- Вистава Санкт-Петербурзького академічного театру імені Ленради[ru] «Фредерік, або Бульвар злочинів» за однойменною п'єсою Е.-Е. Шмітта (режисер Владислав Пазі[ru], 2002); у головній ролі — Сергій Мигицко[10].